# Карагановка
Карагановка — исчезнувшее село в Марьяновском районе Омской области России. Точная дата упразднения не установлена. Место компактного проживания российских немцев.

## География
Располагалось в 4,5 км к юго-западу от посёлка Марьяновка.

## История
Основано в 1895 году. До 1917 года хутор в составе Омского уезда Акмолинской области.

## Население[1]
| год     | 1920 | 1926 | 1970 |
| ------- | ---- | ---- | ---- |
| человек | 60   | 73   | 116  |